# Drycothaea anteochracea
Drycothaea anteochracea es una especie de escarabajo longicornio del género Drycothaea, familia Cerambycidae. Fue descrita científicamente por Breuning en 1974.
Habita en Bolivia, Brasil y Guayana Francesa. Los machos y las hembras miden aproximadamente 8-9,5 mm. El período de vuelo de esta especie ocurre en el mes de agosto.